# Chris Malachowsky
Chris A. Malachowsky (nacido el 2 de mayo de 1959) es un ingeniero eléctrico estadounidense, es conocido por ser cofundador de la empresa de gráficos por computadora Nvidia. Tiene más de 40 años de experiencia en la industria. Se desempeña como miembro del personal ejecutivo y ejecutivo sénior de tecnología de la empresa.

## Biografía
Antes de fundar NVIDIA, Malachowsky desempeñó cargos de responsabilidad en las áreas de ingeniería y desarrollo técnico en HP y Sun Microsystems.
Como autoridad reconocida en el diseño y la metodología de circuitos integrados, es autor de alrededor de 40 patentes. Por último, es Licenciado en Ingeniería electrónica por la Universidad de Florida y tiene una maestría en Ciencias Computacionales por la Universidad de Santa Clara. Ambas instituciones han otorgado a Malachowsky el título de Alumno Distinguido.
Aparte de sus logros técnicos, Malachowsky ha colaborado en la producción de una película que recibió un Emmy al Mejor Documental en 2009.

## Premios
Obtuvo una licenciatura en 1983 en ingeniería eléctrica de la Universidad de Florida y una maestría en 1986 en la Universidad de Santa Clara. En 2008, recibió el Premio al Alumno Distinguido de la Universidad de Santa Clara y recibió el premio al Alumno Distinguido de la facultad de ingeniería de la Universidad de Florida en 2013.